# Вила-Верде (Фелгейраш)
Вила-Верде (порт. Vila Verde) — населённый пункт и район в Португалии, входит в округ Порту. Является составной частью муниципалитета Фелгейраш. По старому административному делению входил в провинцию Дору-Литорал. Входит в экономико-статистический субрегион Тамега, который входит в Северный регион. Население составляет 714 человека на 2001 год. Занимает площадь 1,22 км².